# The Devil Put Dinosaurs Here
The Devil Put Dinosaurs Here är grungebandet Alice in Chains femte studioalbum, utgivet den 28 maj 2013. Det är bandets andra album med sångaren/gitarristen William DuVall.

## Låtlista
Låtarna skrivna av Jerry Cantrell, där inget annat namn anges.
1. "Hollow" - 5:43
2. "Pretty Done" - 4:35
3. "Stone" - 4:23
4. "Voices" - 5:42
5. "The Devil Put Dinosaurs Here" (Cantrell, Mike Inez, Sean Kinney) - 6:38
6. "Lab Monkey" - 5:59
7. "Low Ceiling" (Cantrell, Kinney, Inez) - 5:15
8. "Breath on a Window" - 5:18
9. "Scalpel" (Cantrell, Kinney, Inez) - 5:21
10. "Phantom Limb" (William DuVall, Cantrell, Kinney, Inez) - 7:07
11. "Hung on a Hook" - 5:34
12. "Choke" (Cantrell, Inez, Kinney) - 5:44